# 트르나테섬
트르나테(인도네시아어: Ternate)는 인도네시아 동부의 말루쿠 제도의 섬이자 섬의 주요 도시의 이름이다. 할마헤라섬 서쪽 해안 너머에 위치해 있다. 식민지가 되기 이전에 트르나테는 "향신료 제도"로 불리던 말루쿠 제도의 정치적, 경제적 중심지였다. 현재 트르나테는 북말루쿠 주에서 가장 큰 도시이다.

## 지리
트르나테는 가말라마 화산(1715m)을 중심에 둔 화산섬이다. 현재도 활화산으로 주기적으로 분출하며, 섬은 화산재로 뒤덮여 있다. 1673년 분출로 수가 확인되지 않은 다수의 주민들이 사망했으며, 1772년 분출에서는 약 20여명이 사망했다. 가장 최근의 분화는 1980년 9월에 5만 6천 명의 주민 중 3만여 명이 임시로 근처 티도레섬으로 대피해야 했다. 트르나테 시는 위도 0°47′, 경도 127°22′에 위치해 있다.
2014년 11월 15일, 강도 7.1의 지진이 트르나테 156km 북서쪽 떨어진 태평양 35km 깊이에서 발생했다.

## 역사
19세기 네덜란드의 말루쿠 식민화 이전에 트르나테의 술탄들은 말루쿠 제도를 넘어서 술라웨시섬에서 뉴기니섬까지 뻗친 제국을 다스렸다. 제국은 술단 바불라의 치하에 16세기에 그 절정에 도달했으며, 이 무렵 술라웨시섬 동부 대부분과 암본섬, 스람섬, 그리고 파푸아의 일부에까지 영향력을 미쳤다. 트르나테는 근처의 티도레 술탄과 경쟁관계에 있었다. 역사가 레오나르드 안다야는 트르나테와 티도레의 양자 라이벌 관계는 마루쿠 제도 초기 역사의 중심적인 주제라고 하였다.
트르나테의 교역 의존적인 문화는 이 지역에서 이슬람이 가장 최초로 전파된 지역 중 하나가 되게끔 하였다. 15세기 말에 자와섬에서 건너왔을 것으로 생각되는 이슬람은 처음에는 트르나테의 지배층에 한정되었으며 점차 나머지 인구로 확산되었다.
트르나테에 도착한 최초의 유럽인들은 포르투갈의 프란시스코 세랑으로, 세랑의 함대는 스람섬 근처에서 난파되어 주민들에게 구해졌다. 트르나테의 술탄 아부 라이스는 그들의 도착 소식을 듣고는 말로만 전해 듣던 강력한 외국인들과 동맹을 목적으로 1512년 트르나테로 그들을 데려왔다. 포르투갈인들은섬에 요새를 하나 짓는 것을 허용받았으나 양국 관계는 처음부터 긴장 속에 있었다. 요새의 포르투갈인들은 주민들로부터 물자 공급을 받으면서도 지불을 거부했고, 주민들이 반발하자 폭력적으로 대응했다. 이에 광신적인 기독교 선교사들 및 트르나테 왕가에 대한 간섭이 더해져 포르투갈은 1575년 섬에서 추방당했다. 이 시기까지 이 지역에서의 유럽인들의 패권은 아주 약했으며, 트르나테는 이후에도 지역에서의 패권을 유지했다.
1606년 에스파냐 군대가 옛 포르투갈 요새를 점령하고 술탄을 마닐라로 추방했다. 그리고 이듬해 1607년 네덜란드인들이 트르나테에 돌아와 현지인들의 도움을 받아 말라요에 요새를 건설하자 섬은 티도레와 동맹한 에스파냐 세력과 현지인들과 동맹한 네덜란드 세력으로 갈라졌다. 트르나테 지배층에게 네덜란드인들은 티도레와 에스파냐인들을 견제할 수 있는 유용하지만 그리 탐탁치 않은 동맹이었다. 술탄 함자(재위 1627년~1648년)의 치하에서 트르나테는 영토를 확장하고 지역에 대한 패권을 강화했다. 왕국에 대한 네덜란드의 영향력은 한계적이었으나, 술탄 함자의 후계자인 술탄 만다르 샤(재위 1648년~1675년)은 네덜란드 동인도 회사에 반란군 토벌을 도운 대가로 일부 지역을 할양했다. 에스파냐인들은 1663년까지 트르나테와 티도레에 머물렀다. 18세기에 들어 트르나테는 몰루카 제도 북부의 모든 교역을 지배하려는 네덜란드 동인도 회사의 속령이 되었다.
19세기에 들어 향료 무역은 급감했다. 이 지역은 네덜란드에 있어서 그리 중심적인 식민지는 아니었으나 다른 제국주의 세력의 침투를 막기 위해 항상 주둔하고 있었다. 네덜란드 동인도회사가 1800년 네덜란드 정부에 흡수되자 트르나테는 몰루카 총독령의 일부가 되었다. 트르나테는 1810년 영국 군대에 의해 점령되었다가 1817년 네덜란드령으로 회복되었다. 1824년 트르나테는 할마헤라섬과 뉴기니섬 서해안 및 술라웨시섬 동해안을 포함하는 총독령의 수도가 되었으나, 트르나테는 행정적으로 암본의 일부가 되었다가 1922년 총독령 안으로 완전히 사라졌다.
제2차 세계 대전중에는 일본군에 의해 점령되었으며 동부 인도네시아는 일본 해군이 지배하였다. 1945년 일본의 항복 이후 인도네시아는 독립을 선언했지만 트르나테는 1945년 11월 인도네시아를 네덜란드령으로 되돌리려는 연합군에 의해 다시 점령되었다. 이후 인도네시아는 네덜란드로부터의 독립을 위한 투쟁을 하였으며 마침내 1949년에 인도네시아가 독립한 이후에는 트르나테는 말루쿠 주의 일부가 되었다.
1999년에서 2000년 사이 트르나테는 무슬림과 기독교도들 사이의 종교적 충돌을 겪었으며 이 과정에서 말루쿠의 여러 지역, 특히 암본과 할마헤라섬의 여러 곳이 파괴되었다.

## 행정 구역

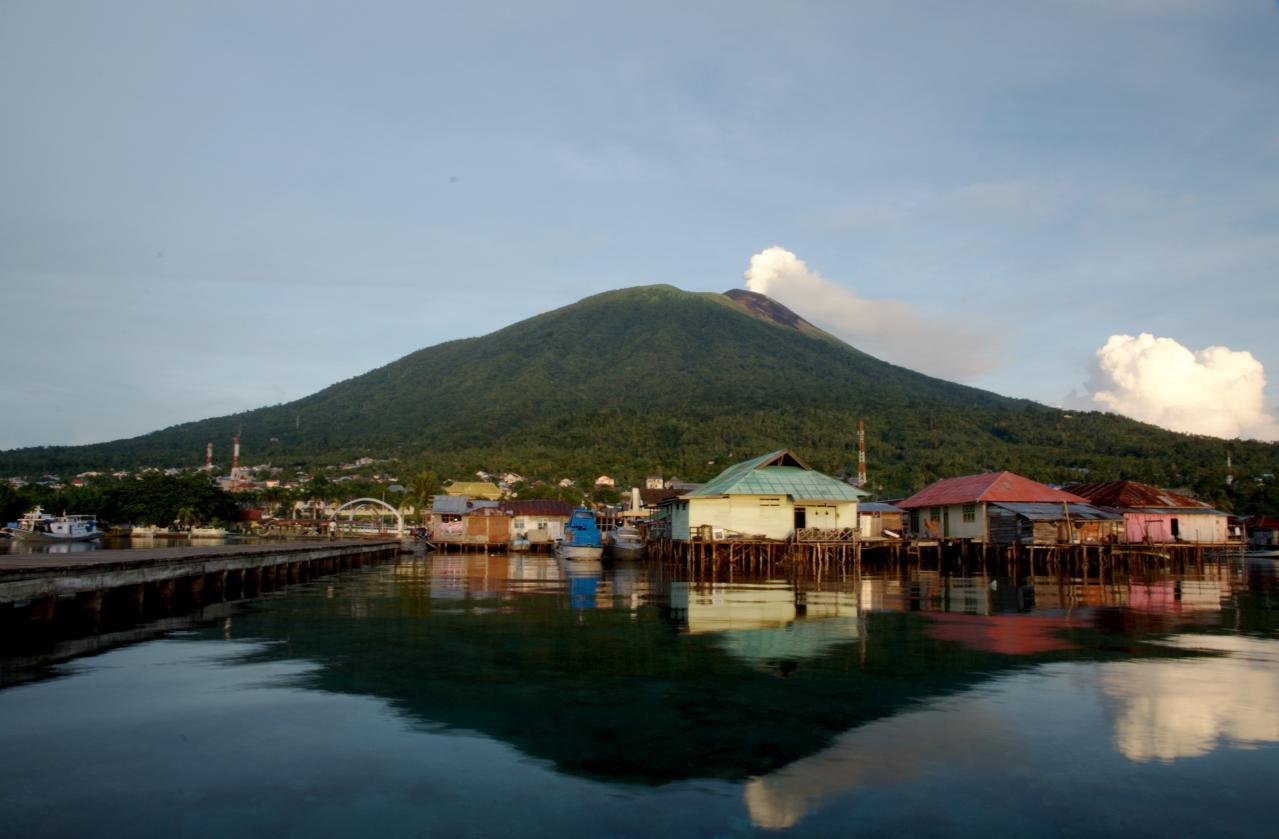
도두쿠 알리에서 본 가말라마의 정상

트르나테는 트르나테 시로 북말루쿠 주에 속한다.트르나테 시는 7개의 구역(케카마탄)으로 구성되어 있다.
- 트르나테섬
- 모티
- 북트르나테
- 남트르나테
- 중앙 트르나테
- 히리섬
- 바탕두아섬

## 인구
2023년 기준 추산 인구는 204,920명이다. 행정 구역 중 가장 인구가 많은 것은 남트르나테로 2022년 기준 74,960명의 인구가 있었다. 대부분의 인구는 무슬림이며, 소수의 개신교도가 있는데 이들은 주로 주변 지역에서 이주해온 인구이다. 섬의 토착 인구는 비(非)오스트로네시아어인 트르나테어를 구사한다. 많은 인구는 트르나테어를 모어로 쓰면서도 트르나테 말레이어라는 말레이어의 지역 변종을 링구아 프랑카로서 사용한다.

## 교통
술탄 바불라 공항이 섬에 위치하고 있으며, 윙즈 에어(라이언 에어), 메르파티 누산타라 항공, 트리가나 항공의 익스프레스 에어가 운항한다.